# Kaihan Takagi
Kaihan Takagi (15 de octubre de 1990) es un deportista japonés que compite en judo (desde 2018 participa bajo la nacionalidad australiana).
Ganó una medalla de oro en el Campeonato Asiático de Judo de 2015, una medalla de bronce en el Campeonato Asiático y de Oceanía de Judo de 2019 y una medalla de bronce en el Campeonato Panamericano y de Oceanía de Judo de 2022.

## Palmarés internacional
| Representando a Japón                |                 |                   |           |
| Campeonato Asiático                  |                 |                   |           |
| Año                                  | Lugar           | Medalla           | Categoría |
| 2015                                 | Kuwait (Kuwait) | Medalla de oro    | –100 kg   |
| Representando a Australia            |                 |                   |           |
| Campeonato Asiático y de Oceanía     |                 |                   |           |
| Año                                  | Lugar           | Medalla           | Categoría |
| 2019                                 | Fujairah (EAU)  | Medalla de bronce | –100 kg   |
| Campeonato Panamericano y de Oceanía |                 |                   |           |
| Año                                  | Lugar           | Medalla           | Categoría |
| 2022                                 | Lima (Perú)     | Medalla de bronce | –100 kg   |